# 赫尔曼·施瓦茨
卡爾·赫爾曼·阿曼杜斯·施瓦茨（德語：Karl Hermann Amandus Schwarz，德語：[ˈhɛʁman ˈʃvaʁts]，1843年1月25日—1921年11月30日）是一名德國數學家，因其對複分析的貢獻而知名。

## 生平
施瓦茨出生於西里西亞的赫里斯多夫（今波蘭傑茲諾曼瓦）。1868年，他與瑪麗·庫默爾結婚，後者是數學家恩斯特·庫默爾和Ottilie née Mendelssohn（摩西·孟德爾頌的孫女）的女兒。施瓦茨和庫默爾有六個孩子。
施瓦茨最初在柏林學習化學，但經過恩斯特·庫默爾與卡爾·魏爾施特拉斯的勸說之下改學數學。他受到兩人的指導，並於1864年獲得柏林大學博士學位。1867年至1869年，他先後在哈勒大學與蘇黎世聯邦理工學院工作。1875年起，他在哥廷根大學工作，研究復分析、微分幾何和變分法等主題。他在1921年逝世於柏林。

## 成就
施瓦茨的作品包括《Bestimmung einer speziellen Minimalfläche》，該書於1867年由柏林學院加冕，1871年印刷；以及1890年出版的《Gesammelte mathematische Abhandlungen》。
在其他方面，施瓦茨改良了黎曼映射定理的證明，發展柯西-施瓦茨不等式的一個特例，並給出球的表面積比其他同等體積的物體還要小隻證明。他在後者方面的研究使埃米爾·皮卡證明微分方程之解的存在性（皮卡-林德勒夫定理）。
1892年，施瓦茨成為柏林科學院院士及柏林大學教授，其學生包括費耶爾·利波特、保羅·克伯和恩斯特·策梅洛。他總共指導了至少22名學生。
施瓦茨的名字與數學中許多觀念有關，包括：
- 抽象加法施瓦茨法（英语：Abstract additive Schwarz method）
- 加法施瓦茨法（英语：Additive Schwarz method）
- 施瓦茨交替法（英语：Schwarz alternating method）
- 施瓦茨導數（英语：Schwarzian derivative）
- 施瓦茨函數（英语：Schwarz function）
- 施瓦茨燈籠（英语：Schwarz lantern）
- 施瓦茨引理
- 施瓦茨列表（英语：Schwarz's list）
- 施瓦茨最小表面（英语：Schwarz minimal surface）
- 施瓦茨定理（也被稱為克萊羅定理）
- 施瓦茨積分公式（英语：Schwarz integral formula）
- 施瓦茨-克里斯托費爾映射
- 施瓦茨-阿爾福斯-皮克定理（英语：Schwarz–Ahlfors–Pick theorem）
- 施瓦茨反射原理（英语：Schwarz reflection principle）
- 施瓦茨三角形
- 施瓦茨三角公式（英语：Schwarz triangle tessellation）
- 柯西-施瓦茨不等式
- 波爾克與施瓦茨定理（英语：Pohlke's theorem）

## 出版作品
- Schwarz, H. A., , Dümmler, 1871  [2022-04-03], （原始内容存档于2022-04-03）
- Schwarz, H. A., , Bronx, N.Y.: AMS Chelsea Publishing, 1972 [1890], ISBN 978-0-8284-0260-6, MR 0392470

## 外部連結
- 約翰·J·奧康納; 埃德蒙·F·羅伯遜, ,  （英语）
- 赫尔曼·施瓦茨在數學譜系計畫的資料。